# 단구동
단구동(丹邱洞)은 대한민국의 강원특별자치도 원주시에 설치된 동이다.

## 개요
단구동은 원주 - 제천간 국도변에 위치하고 있으며 원주 시청에서 남쪽으로 2.9km 떨어진 지점에 있다. 동쪽으로는 봉산천을 경계로 반곡동과 접해 있고, 남쪽으로는 판부면과 관설동, 서쪽으로는 개운동, 북쪽으로는 봉산동과 각각 접해 있다.

원래 원주군 판제면 지역으로서 ‘단구역’이 있었으므로 ‘단구’라 하였다. 1914년 행정구역통폐합에 따라 상일리·하일리와 부흥사면 일리의 각 일부를 병합하여 단구리라 하여 판부면에 편입되었다. 한국전쟁 이후 1955년 9월 1일 원주시 승격에 따라 원주시에 편입되어 단구동이 되었다. 단구란 명칭은 약제로 쓰이는 붉은빛의 단석(丹石)이 나는 바위가 있는 언덕이라는 데서 유래되었다고 한다.
현재는 신거주지역으로 활발히 개발되는 지역이다.

## 인구 현황
| 구분   | 세대수 | 계     | 남자   | 여자   |
| ------ | ------ | ------ | ------ | ------ |
| 2005년 | 13,345 | 39,934 | 19,790 | 20,144 |
| 2006년 | 14,809 | 42,607 | 21,084 | 21,524 |
| 2007년 | 15,848 | 44,952 | 22,224 | 22,728 |
| 2008년 | 16,432 | 46,265 | 22,834 | 23,431 |
| 2009년 | 16,915 | 47,014 | 23,153 | 23,861 |
| 2010년 | 17,451 | 47,932 | 23,615 | 24,317 |

## 아파트
| 단지명                | 건설사           | 시행사                               | 주소           | 입주              | 비고                                   |
| --------------------- | ---------------- | ------------------------------------ | -------------- | ----------------- | -------------------------------------- |
| 개운 한신휴플러스 2차 | 한신공영         | 개운2차아파트 주택재건축정비사업조합 | 서원대로 437   | 2006년 12월       | 개운주공2단지 재건축 1차는 개운동 소재 |
| 단구 한신더휴         | 한신공영         | 국제자산신탁㈜ 극동에이엠씨㈜        | 단구로 250     | 2017년 11월       |                                        |
| 단구 신성미소지움     | 신성건설         | 삼흥아파트 재건축정비사업조합        | 나비허리길 57  | 2006년 12월       | 삼흥아파트 재건축                      |
| 구곡청솔 1차          | ㈜광토건설       | 한국토지신탁                         | 늘품로 6       | 2000년 7월        |                                        |
| 구곡청솔 2차          | ㈜광토건설       | 한국토지신탁                         | 단구로 408     | 2000년 11월       |                                        |
| 단관청솔 3차          | ㈜광토건설       | 한국토지신탁                         | 단구로 406     | 2000년 12월       |                                        |
| 단관청솔 4차          | ㈜광토건설       | 한국토지신탁                         | 단구로 416     | 2001년 2월        |                                        |
| 구곡청솔 7차          | 새롬성원㈜       | 한국토지신탁                         | 남원로 494     | 2002년 12월       |                                        |
| 구곡현대 1차          | 고려산업개발㈜   | 고려산업개발㈜                       | 남원로 492     | 1997년 8월        |                                        |
| 구곡현대 2차          | 현대산업개발     | 현대산업개발                         | 늘품로 16      | 1998년 11월       |                                        |
| 세경 5차              | ㈜세경건설       | ㈜세경건설                           |                | 2001년 11월       |                                        |
| 세경월러스            | ㈜세경산업       | ㈜세경건설                           |                | 2005년 7월        |                                        |
| 현진에버빌 1차        | ㈜현진종합건설   | ㈜현진에버빌                         | 나비허리길 22  | 2001년 5월        |                                        |
| 현진에버빌 2차        | ㈜에이치제이건설 | ㈜현진에버빌                         | 늘품로 38      | 2002년 7월        |                                        |
| 현진에버빌 5차        | ㈜현진           | ㈜현진                               | 단구로 413     | 2006년 1월        |                                        |
| 현진에버빌 6차        | ㈜현진           | ㈜현진                               | 단구로 411     | 2006년 1월        |                                        |
| 중앙하이츠            | 중앙건설         | ㈜젤존                               | 단관공원길 111 | 2008년 10월       |                                        |
| 구곡두산              | 두산건설         | 두산건설                             | 남원로 496     | 1997년 4월        |                                        |
| 구곡대림              | 대림산업         | 대림산업                             | 남원로 524     | 1997년 12월       |                                        |
| 구곡한일              | ㈜한일건설       | ㈜한일건설                           | 남원로 526     | 1997년 6월        |                                        |
| 구곡성일              | 성일건설         | 성일건설                             | 단구로 418     | 1998년 6월        |                                        |
| 원주자이 센트로       | 지에스건설㈜     | 한국투자부동산신탁㈜ ㈜보경종합건설  |                | 2026년 6월 (예정) |                                        |

## 교육
- 구곡초등학교 (홈페이지)
- 단구초등학교 (홈페이지)
- 남원주초등학교 (홈페이지)
- 남원주중학교 (홈페이지)
- 단구중학교 (홈페이지)
- 원주중학교 (홈페이지)

## 관광
- 박경리 문학공원 박경리문학공원 홈페이지